# Tina Mabry
Tina Mabry est une réalisatrice et scénariste américaine originaire de Tupelo, dans le Mississippi.

## Biographie

### Enfance et formations
Tina Mabry est née à Tupelo, dans le Mississippi, en 1978. Après avoir vu Boys Don't Cry, de Kimberly Peirce, et Love & Basketball, de Gina Prince-Bythewood, alors qu'elle était étudiante à l'université du Mississippi, elle a décidé de se lancer dans le cinéma et a déménagé à Los Angeles,.

## Carrière
Mabry debute sa carrière cinématographique avec son court-métrage Brooklyn's Bridge to Jordan (2005). En 2007, elle a écrit le scénario du film Itty Bitty Titty Committee. Le film a été réalisé par Jamie Babbit et a été présenté en première au 57e Festival international du film de Berlin.
Mabry a fait ses débuts de réalisatrice en 2009 avec Mississippi Damned, qu'elle a également écrit et dont elle reconnaît qu'il s'inspire d'aspects de sa propre vie. Elle a reçu une bourse de Kodak qui lui a permis de tourner le film. Le film a connu le succès dans le circuit des festivals, remportant les premiers prix au Chicago International Film Festival, à Outfest, à l'American Black Film Festival et à l'Urbanworld Film Festival. Il a été diffusé pour la première fois sur Showtime en 2011 et est actuellement diffusé en continu sur Netflix grâce à ARRAY d'Ava DuVernay.
Mabry a écrit et réalisé deux épisodes de FutureStates produits par ITVS, dont Ant avec Guillermo Díaz.
En 2015, Mabry a été engagée en tant que productrice, scénariste et réalisatrice sur la série OWN Queen Sugar, créée par Ava DuVernay et Oprah Winfrey,.